# 静岡市立芹沢銈介美術館
静岡市立芹沢銈介美術館（しずおかしりつせりざわけいすけびじゅつかん）は、静岡市駿河区登呂五丁目にある美術館。国の重要無形文化財に指定された染色技術である「型絵染」の技術保持者=人間国宝に認定された芹沢銈介を顕彰し、その作品などを展示する。

## 概要

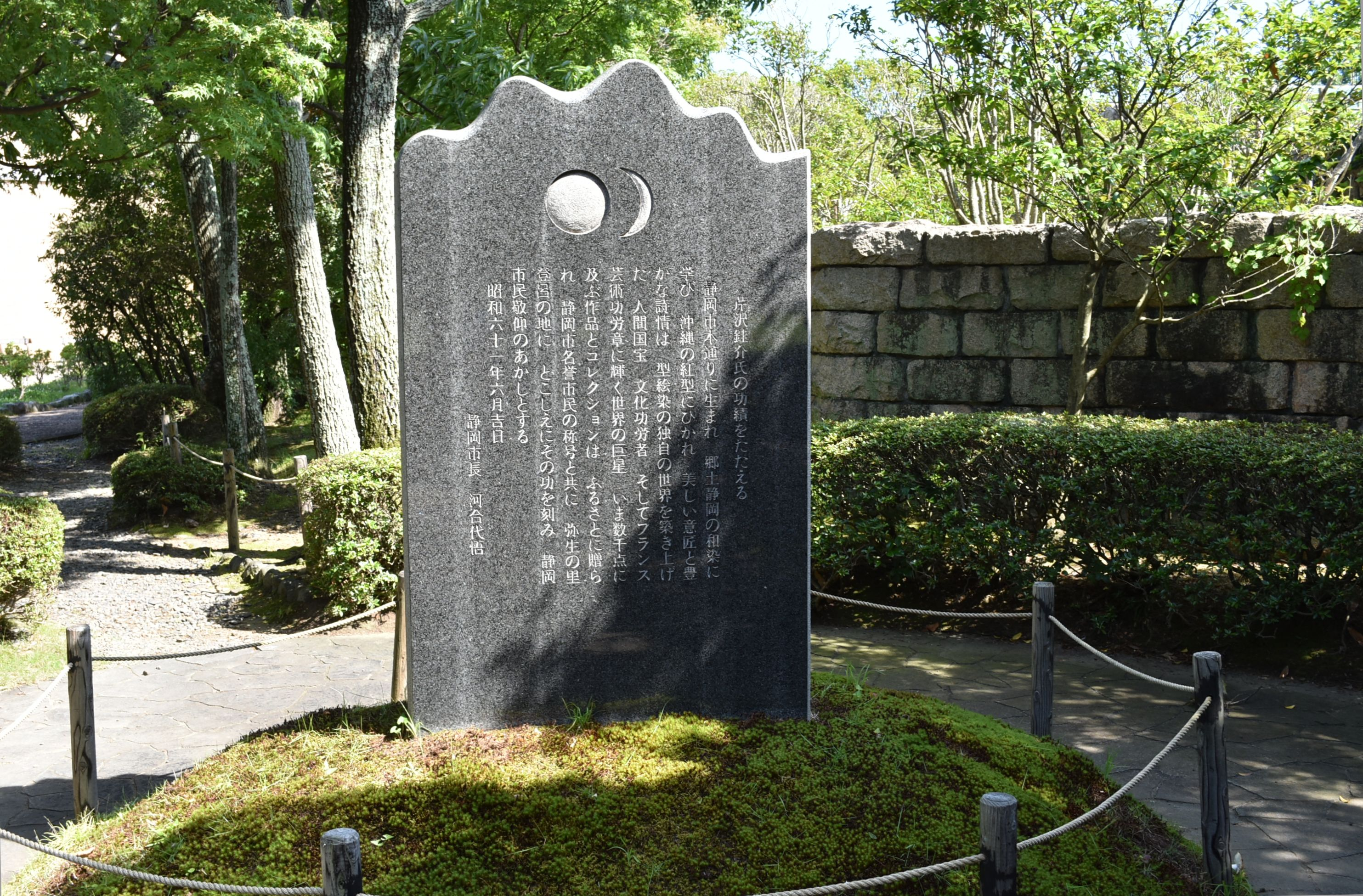
芹沢銈介氏の功績をたたえる石碑（2018年7月10日撮影）

静岡市駿河区登呂五丁目、登呂遺跡と静岡市立登呂博物館がある登呂公園内に所在する。
静岡市出身の芹沢が、自身の作品と世界各地で収集した民俗資料コレクションを市に寄贈したことが契機となり、1981年（昭和56年）に開館した 。
美術館本館は、銅板葺き屋根に石積の外観を持つ鉄筋コンクリート製の平屋建て建築で、建築家の白井晟一により設計された。白井が好んだ京都・高山寺の石水院に因み「石水館」と呼ばれる。なお天井張り内装は木工家・早川謙之輔の手による 。1988年（昭和63年）に公共建築賞優秀賞を受賞し、1998年（平成10年）には建設省（現国土交通省）により公共建築百選に選定された。
館内は10室の展示室に分かれており、着物や帯、のれん、屏風、額絵などの芹沢作品が多数展示されている。収蔵数は約800点に上る。また芹沢は、染色家だけでなく世界の民俗資料など工芸品コレクターとしても知られ、総数6000点に上るとみられるコレクションの内、約4500点が収蔵されている。
屋外には1987年（昭和62年）に東京都大田区蒲田から移築した「芹沢銈介の家」がある。

## 営業情報

### アクセス
- JR静岡駅南口22番乗り場より、静鉄バス石田街道線『登呂遺跡』行き乗車約10分。終点下車。
- 駐車場：登呂公園駐車場